# Giugliano Calcio 1928
La Società Sportiva Giugliano Calcio 1928 S.r.l., meglio nota come Giugliano, è una società calcistica italiana con sede nella città di Giugliano in Campania. Milita in Serie C, terzo livello del campionato italiano di calcio.
Partecipò ai primi tornei nel 1928 ed è stata rifondata più volte, i colori sociali sono il giallo e il blu, il simbolo è la tigre.
Uno dei periodi più floridi della società è stato a cavallo degli anni 1990 e 2000, quando vinse lo scudetto Dilettanti e disputò 9 campionati di Serie C2, sfiorando più volte la promozione in Serie C1.

## Storia

### La fondazione
Il gioco del calcio, a Giugliano, fece la sua comparsa nel 1928. Da approfondite e accurate ricerche si è appurato, però, che le prime partite di calcio venivano disputate già all'inizio degli anni '20. Tra i pionieri del calcio giuglianese figurano don Luigi Taglialatela Scafati, cappellano del vecchio ospedale di piazza Annunziata e il cavaliere Giuseppe Camerlingo, che sarà anche il primo presidente del Giugliano. La prima società fu denominata Unione Sportiva Fascista Giuglianese; i colori sociali erano giallo e blu che richiamavano quelli dello stemma della città.

### Dagli albori agli anni trenta
Il primo anno (1928) l'Unione Sportiva Fascista fu iscritta al campionato ULIC (Unione Libera Italiana Calciatori) di prima categoria sezione di Aversa. L'anno dopo, con la denominazione sociale Aurelio Padovani Giugliano, viene iscritta al campionato di terza divisione regionale della F.I.G.C. e inserita nel girone B. Il tecnico è Armando Favi, ex portiere del Napoli, ma rimarrà sulla panchina giuglianese solo per alcune gare.
Il 7 ottobre 1930, alla presenza del Podestà di Giugliano, colonnello Domenico Micillo e del Segretario Politico, prof. Giuliano Taglialatela, viene inaugurato il campo Littorio, uno dei più belli e accoglienti della provincia di Napoli.
Nel 1931 la società non viene iscritta a nessun campionato, ma svolgerà solo attività a carattere episodico. L'anno dopo, con il comunicato ufficiale n. 10 del 18 ottobre 1932, il Dopolavoro A. Padovani Giugliano, viene radiato dai ruoli federali della F.I.G.C. Dopo un anno di inattività la squadra, con la nuova denominazione Fascio Sportivo Giugliano, viene iscritta al campionato ULIC di Prima Categoria sezione di Frattamaggiore.
Nel 1934 partecipa al campionato di Terza Divisione Regionale e ritorna a giocare al campo Littorio che dopo una stasi forzata riapre i battenti. Il Giugliano si aggiudica il proprio girone e passa alla fase finale. Dopo 10 giornate di gare, la classifica vede appaiate in testa con 16 punti il Napoli C e il Giugliano. E così per decretare la squadra vincitrice si deve ricorre ad uno spareggio che sarà ad appannaggio del Napoli C (4-0), ma sarà il Giugliano ad essere promosso in quanto il Napoli C era fuori classifica.
L'anno successivo (1935), per la prima volta, partecipa al campionato di Prima Divisione Regionale. A guidare la squadra sarà chiamato Jenő Dietrich in sostituzione di Armando Favi. La squadra sarà rinforzata con gli acquisti di: Cassese, Cacciapuoti, D'Amico, Ferrandini, Rispoli e Soldaini. A campionato in corso vengono prelevati l'ala sinistra Giuseppe Rizza (ex Napoli) e il giovane e promettente attaccante Pietroluongo. Il 4 novembre 1935, nella gara di esordio contro lo Stabia  (1-0), c'è la cerimonia della benedizione della nuova tribuna; madrina la signora Taglialatela moglie del Podestà di Giugliano che consegna al portiere Guardascione, capitano della squadra, un orologio quale premio del suo attaccamento alla compagine gialloblù. Indimenticabile la vittoria contro il Napoli B per 1-0 con rete di Zita. Il giorno successivo, il 2 febbraio 1936, il quotidiano napoletano "Il Mezzogiorno Sportivo"  titolava così l'articolo della partita: "La magnifica vittoria del Giugliano sul Napoli B".
Poi dal 1936 al 1939 partecipa a tre campionati di Seconda Divisione Regionale, classificandosi rispettivamente al quinto, quarto e secondo posto. Nel 1939, in un primo momento, il C.D. della G.I.L. Giugliano aveva deciso di iscrivere la squadra al campionato di Prima Divisione Regionale. Purtroppo, le contingenze e il precipitare degli eventi bellici, costringono la società a rinunciare e ad optare per il campionato Sezione Propaganda. Alla base della rinuncia il richiamo alle armi di parecchi calciatori e dello stesso Presidente Gabriele Grisolia, Ufficiale del Genio. Nel 1940 la G.I.L. Giugliano, a causa degli eventi bellici della Seconda Guerra Mondiale, sospende tutte le attività sportive.

### Dal dopoguerra agli anni cinquanta
Sono trascorsi più di tre anni dall'ultimo incontro di calcio. In tutto il paese incominciano a riprendere le attività sportive. Anche a Giugliano la voglia di partecipare ad un campionato è grande, ma vi sono tanti problemi da superare. È cambiato il quadro politico del paese, quindi c'è da formare una nuova società con nuovi dirigenti. Poi c'è il problema del campo da gioco. Prima dello scoppio della 2ª guerra mondiale a Giugliano c'era una dei più attrezzati e bei campi della provincia. Esso costituiva un vanto per l'intera popolazione. Con lo scoppio della guerra aveva cambiato destinazione, e ora si doveva trovare un nuovo campo da gioco. Era il 1944 quando alcuni appassionati, con mezzi economici limitati, mette su una squadra di calcio. E così, in un rinnovato regime di libertà, viene eletto presidente Santolo Aprovitola; alla segretaria viene chiamato il giovane ragioniere Andrea Di Girolamo. Cambia anche la denominazione sociale: il nuovo nome è Virtus Giugliano. La squadra nei campionati 1944-'45 e 1945-'46 prende parte alla Seconda Divisione Regionale, poi per motivi economici rinuncia ai campionati indetti dalla F.I.G.C. e fino al 1949 svolgerà attività a carattere episodico. Alla fine del 1949, grazie soprattutto alla passione per il calcio di Peppino Pirozzi e del dottore Francesco Saverio Taglialatela, la squadra viene iscritta al campionato di Seconda Divisione Regionale e inserita nel girone "E". La nuova compagine è formata in gran parte da giovanotti locali. In panchina siederà Osvaldo Sacchi. La squadra si classifica al 2º posto, alle spalle dell'Amorosi, ed è promossa in Prima Divisione. Nella riunione del 12 luglio 1950 Vincenzo Di Napoli viene eletto presidente, mentre alla guida della squadra viene riconfermato Osvaldo Sacchi. La compagine è potenziata con gli acquisti di: Perrone, Feliciati, De Fazio, Capuano, Montepiccolo Del Ferro e Goglia. Poi c'è il ritorno del fortissimo attaccante Alberto De Cristofaro. Ad ottobre, con l'amichevole con il Napoli B, viene inaugurato il campo dei Fratelli Maristi. Il Giugliano disputa uno splendido campionato e, dopo essersi laureato campione regionale, viene promosso nella Promozione Interregionale.
Il 1951 è una data storica per il club gialloblù; il 14 ottobre, con la gara Giugliano - Turris (0-1), viene inaugurato il nuovo campo comunale. Poi, per la prima volta nella sua storia, la squadra varca i confini della regione. La compagine, completamente rinnovata con gli acquisti di: Piccolo, Cerciello, Buccioli, Lombardi, Pisa, Morra, Paudice, Marotta e D'Alia, viene affidata a Giuseppe Gerbi. In questo campionato il Giugliano avrà come direttori di gara due arbitri che qualche anno più tardi fischieranno in serie A. Si tratta di Luigi Grillo di Afragola che dirigerà Cavese - Giugliano e Concetto Lo Bello di Siracusa designato per il derby Giugliano - Avellino. Il Giugliano pur disputando un dignitoso campionato (10º posto) alla fine, a causa della riforma dei campionati, retrocede nella lega regionale di Promozione. Gli anni Cinquanta saranno ricordati anche per la prematura scomparsa di Alberto De Cristofaro. È il campionato di Promozione 1954-1955 quando il Giugliano in una domenica nevosa (19 dicembre 1954) è impegnato in trasferta sul campo dell'Aurora Ururi. Alla fine della gara, vinta per 2 a 0 dal Giugliano, scoppiano degli incidenti per l'ennessima sconfitta. I tifosi locali costringono i calciatori ospiti a rimanere per lungo tempo sul campo di gioco, coperto abbondantemente di neve. A seguito di questo increscioso episodio, Alberto De Cristofaro si ammalerà di nefrite cronica. E dopo poco più di due anni, il 13 febbraio 1957, si spegneva. La morte di De Cristofaro verrà riportata dai maggiori quotidiani regionali e nazionali. Nello stesso anno l'Amministrazione comunale gli intitolerà il campo comunale. Nel campionato di Promozione 1956-1957, il Giugliano si classifica all'ultimo posto e retrocede in Prima Divisione. Attanagliata da una profonda crisi societaria, la squadra non viene iscritta al campionato. Dopo un anno di inattività il Giugliano viene iscritto al campionato di Prima Divisione. Sarà un campionato sofferto, ma alla fine il Giugliano riuscirà a salvarsi.
Nel campionato 1959-1960, il presidente Giuseppe Pirozzi e i pochi dirigenti che erano rimasti, però, non hanno i mezzi economici per sostenere le spese di un campionato oneroso come quello appena concluso e così sono costretti ad iscrivere la squadra al campionato di Seconda Categoria.

### Anni sessanta
Sono anni difficili per il sodalizio gialloblù. La squadra in questo decennio partecipa solo a campionati di Prima e Seconda Categoria. Si deve attendere il campionato 1967-1968, quando la Lega Dilettanti decide di inserire un nuovo campionato, per vedere il Giugliano partecipare al campionato di Promozione. Riuscì a mantenere questa categoria per tre anni, poi retrocesse nuovamente in Prima Categoria.

### Anni settanta
Al primo tentativo il Giugliano, dopo un estenuante duello con la compagine napoletana dei Vigili Urbani, il Giugliano viene promosso in Promozione. Dopo due campionati di transizione, arriva la svolta. È la stagione 1973-1974 quando la società, retta dal presidente Giuseppe Cacciapuoti, tenta la scalata alla serie D. La squadra viene potenziata con gli acquisti di calciatori di provata esperienza come Del Vecchio, Voltura, Busino, Fanti, Russo, Reccia, Pennino e Figliè che vanno ad aggiungersi ai riconfermati Pane, Pennacchio, Cannavaro, Maieli e Marigliano. Avvincente la lotta, per l'intero campionato, tra il Giugliano e la Grumese. Alla fine sarà la compagine gialloblù ad essere promossa in serie D. In questa stagione il Giugliano, battendo il Nola per 2 a 0, si fregiò anche del titolo di campione regionale.

### Anni novanta
La stagione 1994-1995 è importante per l'Associazione Calcio Giugliano, alla cui direzione subentra un nuovo gruppo dirigenziale affiancandosi al vecchio presidente avv. Giovanni Nardelli: Donato Poziello, Felice Poziello, Giuseppe Palma, Luigi Russo e altri. La squadra, allenata da Sasà Amato, vince il campionato di Eccellenza, senza subire sconfitte. Alla costanza dei dirigenti fanno seguito il contributo dell'amministrazione locale e l'appoggio del pubblico.
Nella stagione 1997-1998 la squadra vinse lo scudetto e il campionato Dilettanti riuscendo ad accumulare il maggior numero di punti in classifica della Serie A alla Terza Categoria, conquistando così la promozione in Serie C2. Al termine del campionato il team gialloblu riuscì a vincere anche il titolo nazionale "Scudetto Dilettanti", prima squadra campana a raggiungere tale traguardo. Dopo questi risultati la società ha dovuto effettuare un ridimensionamento a causa della promozione in una categoria superiore. Infatti, quest’ultima ha modificato la propria denominazione, passando da "Associazione" a "Società" e acquisendo il nome di "Società Sportiva Calcio Giugliano S.r.l.". Nel 1998 fece anche il suo esordio nella Coppa Italia Serie C disputando la prima partita con la squadra del Sora.

### Anni duemila
Nella stagione 2001-2002 la squadra perse ai play-off l'accesso alla Serie C1. Il campionato successivo, 2002-2003, diretto dal tecnico Marco Cari si diede il via al progetto giovani sotto la guida del direttore generale Francesco Maglione. Nel 2003-2004 i play-off promozione sono stati agguantati solo all'ultimo minuto della 34ª giornata. Nel campionato 2004-2005 i gialloblù sono stati diretti dal tecnico Antonio Porta; la compagine è riuscita a raggiungere i nuovamente i play-off, senza promozione in Serie C1. La possibilità di un'ammissione di ufficio sfuma con la graduatoria del ripescaggio, che ha visto il Giugliano stare di 0,28 punti rispetto al San Marino, ripescato in Serie C1.
Nel 2005 per la prima volta sfida in una partita ufficiale un club di serie A, approdando in Coppa Italia dove affronta la Reggina a cui cede solo nei tempi supplementari. Nei due anni successivi, il Giugliano retrocede per due volte consecutive, fino ad arrivare a militare in Eccellenza, dove disputa due campionati nelle zone basse della classifica.

### Anni duemiladieci
Nell'estate del 2010 la società rinuncia all'iscrizione in Eccellenza e ripartendo sotto la denominazione di Calcio Atletico Giugliano dalla Prima Categoria dove arriva primo conquistando l'accesso al Campionato Promozione.
Nel giugno del 2013 il presidente Sestile con una cordata di imprenditori acquisisce il titolo sportivo per gareggiare in Eccellenza ceduto dall'Ercolano.
Il 23 marzo 2014 durante la gara di campionato contro la Virtus Volla valida per il campionato di Eccellenza, tifosi del Giugliano invasero il campo provocando una maxi-rissa in cui vennero assaliti dirigenti e calciatori avversari, provocando due feriti tra questi ultimi e la conseguente sospensione della partita. In seguito a questo episodio, il presidente Sestile prese la decisione di ritirare il Giugliano dal campionato.
Nel 2017 il presidente Sestile, acquista il titolo sportivo del Sibilla per disputare il campionato Eccellenza, riportando così il calcio in città dopo tre anni di assenza. Tuttavia, a causa dell'indisponibilità dello stadio locale, le partite casalinghe sono state giocate allo stadio Alberto Vallefuoco di Mugnano di Napoli. Il 2 agosto 2018 il cambio di denominazione in "A.S.D. Football Club Giugliano 1928" diventa ufficiale.
A gennaio 2019, la squadra, dopo esser approdata alla finale di Coppa Italia Dilettanti Campania viene sconfitta ai rigori dall'Audax Cervinara. Nel 2019, dopo 11 anni di assenza, la squadra ritorna in Serie D vincendo lo spareggio di Eccellenza Campania contro la Frattese.
Il 4 ottobre 2019 la società è protagonista di un triste fatto di cronaca, il presidente della rinascita, Salvatore Sestile, muore dopo una lunga malattia all'età di 53 anni (era sposato con Tina e aveva 2 figli, Gaetano e Rosilaria), la presidenza viene affidata una settimana dopo al figlio Gaetano e al fratello Luigi.

### Anni duemilaventi
Nella stagione 2019-2020, la squadra raggiunge il suo massimo risultato ottenuto in un campionato di quarto livello, fino a quel momento, conquistando il terzo posto nel girone I della Serie D ed eguagliando il medesimo risultato raggiunto nella stagione 1976-1977.
Dopo un periodo di crisi di risultati, e diverse divergenze interne alla società, che avevano portato a numerosi cambi di allenatore, l'11 gennaio 2021 la proprietà della squadra viene ceduta all'avvocato Giovanni Palma, terminando così, dopo 11 anni, il periodo di presidenza della famiglia Sestile. Il giorno seguente arrivano le dimissioni del direttore generale Giovanni Garofalo e dell’allenatore Roberto Carannante, sostituito da Eduardo Imbimbo.
Nonostante il cambio di proprietà e di allenatore i risultati non migliorano e a seguito di alcune contestazioni dei tifosi, il presidente Giovanni Palma decide di vendere la società dopo soli quattro mesi di gestione. La società passa il 21 maggio 2021 ad una cordata di imprenditori guidati da Mario Pellerone e Roberto Esplà Garcia. La disastrosa stagione termina con l'ultimo posto in campionato.
Il 25 luglio 2021, con un comunicato stampa, la proprietà annuncia la fine del progetto nella città di Giugliano.
Il 4 agosto 2021 viene presentato un nuovo sodalizio, già proprietario di un titolo sportivo per gareggiare in Serie D.
La stagione 2021-2022 vede il Giugliano, guidato dall’allenatore Giovanni Ferraro, vincere il girone G della Serie D con due giornate di anticipo sulle dirette concorrenti, assicurandosi così la storica promozione nella Lega Professionistica che mancava da quindici anni e conquistando per la prima volta la partecipazione ad un campionato di terzo livello.
Dopo il termine del campionato, i tigrotti partecipano con le altre otto vincitrici dei gironi di Serie D alla poule scudetto, dove dopo aver vinto il girone meridionale e la semifinale contro il Sangiuliano City, nella finale cedono solo ai rigori contro la Recanatese dopo una partita molto tirata.
Nella stagione 2022-2023 i gialloblù alternano ottime partite a prestazioni meno buone, nonostante ciò collezionano il 12º posto nella classifica del girone C del campionato di Serie C, che significa salvezza e permanenza dei tigrotti nella terza serie professionistica. Nel 2024 riesce a qualificarsi per la prima volta nella sua storia ai play-off per la promozione in Serie B.

## Colori e simboli
I colori della società sono il giallo e il blu tratti dal vessillo comunale. La classica divisa è a bande verticali gialloblu.
Il simbolo presente sullo stemma della squadra è la tigre, da cui il soprannome di "tigrotti" assegnato ai giocatori della squadra.
Nell'estate del 2021 con il passaggio alla nuova proprietà venne presentato il nuovo stemma con la tigre che ruggisce e in basso un tricolore con l’iscrizione "97-98", richiamo alla vittoria dello scudetto conquistato in quella stagione. Nel luglio 2025 lo stemma viene registrato come marchio ufficiale e modificato, rimuovendo gli elementi non registrabili presenti nella versione precedente, tra cui il tricolore con l’iscrizione "97-98".

Stemma in uso dal 2021 al 2025

## Strutture

### Stadio

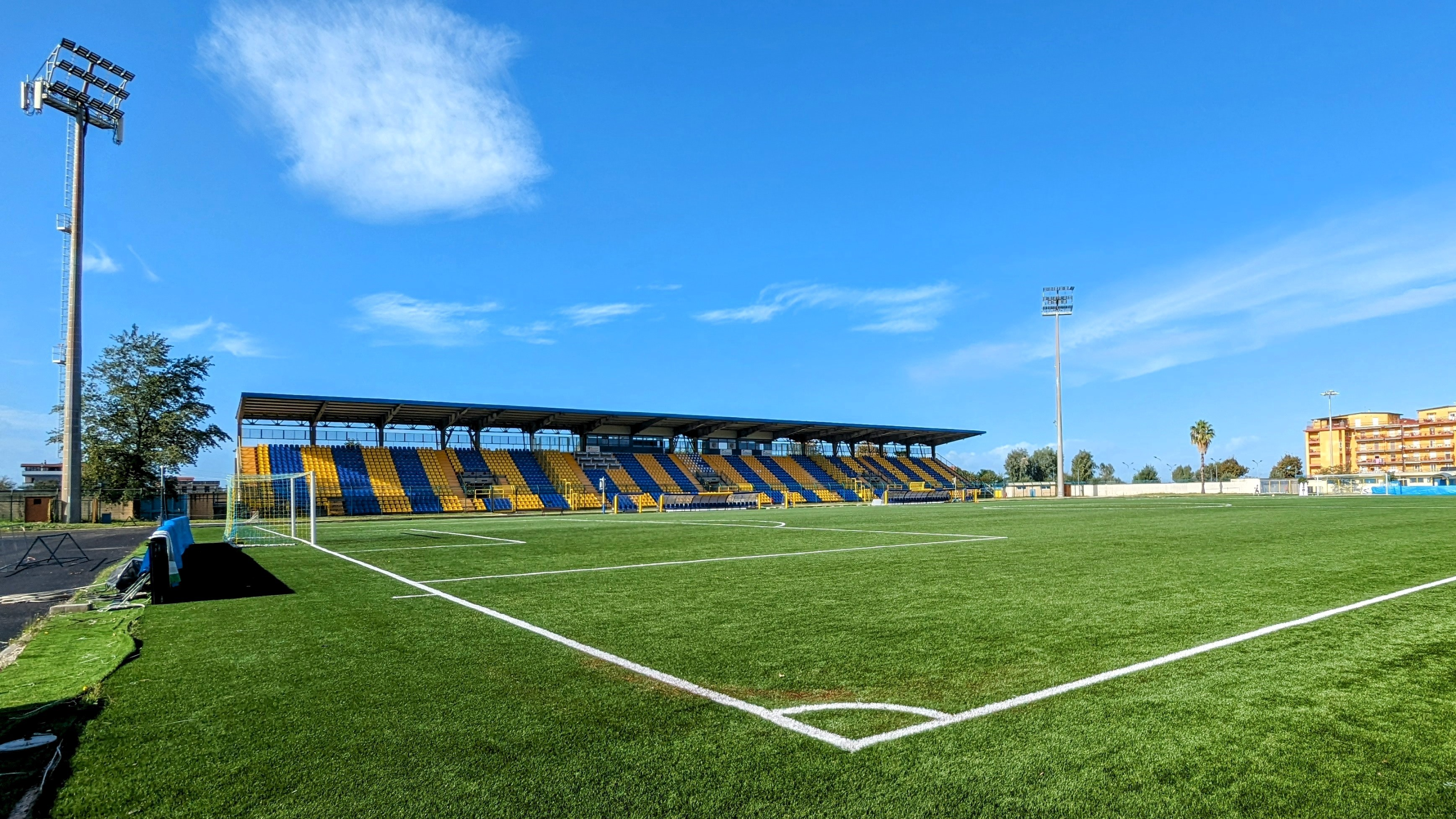
Stadio Alberto De Cristofaro

Il Giugliano disputa le proprie gare casalinghe allo Stadio Alberto De Cristofaro che dispone di omologazione per circa 6000 posti a sedere. L'impianto, intitolato ad un attaccante della squadra gialloblù locale, venne inaugurato nell'agosto del 2000, con un'amichevole disputata tra la compagine locale e il Napoli di Zeman, prendendo il posto del "vecchio Stadio Alberto De Cristofaro", situato nel centro città e successivamente demolito.

## Allenatori e presidenti
Di seguito sono riportate le cronologie degli allenatori e dei presidenti, dalla fondazione del club:
- 1928-1929  Giuseppe D'Amore
- 1929-1930  Armando Favi
- 1930-1931  Luigi De Manes
- 1931-1932 ...
- 1932-1933 Società inattiva.
- 1933-1935  Armando Favi
- 1935-1936  Jenő Dietrich
- 1936-1940  Ettore Di Liegro
- 1941-1949 ...
- 1949-1951  Osvaldo Sacchi
- 1951-1952  Giuseppe Gerbi
- 1952-1972 ...
- 1972-1974  Giuseppe Cresci
- 1974-1975  Giuseppe Cresci
 Amos Mariani
- 1975-1976  Giuseppe Caiazzo
- 1976-1977  Giuseppe Caiazzo
 Carmine Tascone
- 1977-1978  Enrico Crescenzo
 Giuseppe Cresci
 S. Gardini
- 1978-1979  Franco Villa
- 1979-1980  Francesco Mazzetti
- 1980-1982  Josè Alberti
- 1982-1983  Josè Alberti
 Ettore Recagni
- 1983-1984  Ettore Recagni
- 1984-1985  Domenico Gargiulo
- 1985-1986  Domenico Gargiulo
 Paolo Anastasio
- 1986-1987  Salvatore Pugliese
 Vittorio Sepe
- 1987-1988  Mario Keller
 Giovanni Simonelli
 Gaetano Improta
 Giuseppe Pizio
- 1988-1989  Domenico Gargiulo
- 1989-1990  Dino Gatta
 Mimmo Pianese
 Dino Gatta
 Giuseppe Pizio
 Iazzetta
- 1990-1991  Ernesto Flagiello
 Mimmo Pianese
 Stellato
- 1991-1992  Ernesto Flagiello
 R. Pennacchio
- 1992-1993  R. Pennacchio
 F. Stellato
- 1993-1994  Raffaele Di Pasquale
- 1994-1995  Salvatore Amato
- 1995-1996  Domenico Gargiulo
- 1996-1997  Domenico Gargiulo
 Amura e  Langella
- 1997-1999  Guglielmo Ricciardi
- 1999-2000  Ezio Castellucci
- 2000-2001  Ezio Castellucci
 Roberto Chiancone
- 2001-2002  Alessandro Madocci
 Costanzo Celestini
 Lamberto Leonardi
- 2002-2003  Costanzo Celestini
 Marco Cari
- 2003-2004  Marco Cari
- 2004-2005  Antonio Porta
- 2005-2006  Francesco Dellisanti
- 2006-2007  Domenico Gargiulo
 Antonio Porta
 Domenico Gargiulo
- 2007-2008  Marco De Simone
- 2008-2009  Giuseppe Monti
 Gennaro Di Napoli
- 2009-2010  Corrado Pianese
 Ciro Amorosetti
- 2010-2011  Gaetano Romano
- 2011-2012  Domenico Gargiulo
- 2012-2013  Giuseppe Sarti
 Gaetano Romano
 Gennaro Di Napoli
- 2013-2014  Marco Mazziotti[61]
- 2014-2017 Società inattiva
- 2017-2018  Ciro Amorosetti[62]
 Bruno Mandragora[63]
 Domenico Gargiulo[64]
- 2018-2019  Antonio De Stefano[65] (1ª-20ª)
 Massimo Agovino[66] (21ª-30ª e spareggio)
- 2019-2020  Massimo Agovino[67]
- 2020-2021  Guglielmo Tudisco[68] (dal 12/06 al 10/9)[69]
 Roberto Carannante[70] (1ª-3ª)[71]
 Massimo Agovino[72] (dalla 4ª al 12/12/20)[73]
 Giuseppe Iacolare (Allenatore giovanili)[74][75] (dal 12/12/20 al 14/12/20)
 Roberto Carannante[76] (dal 15/12/20 al 11/01/21)[77]
 Eduardo Imbimbo[78] (dal 12/01/21 al 7/03/21)[79]
 Giuseppe Iacolare (Allenatore giovanili)[80] (dal 8/03/21 al 19/03/21)[81]
 Antonio Maschio[82] (dal 20/03/21 al 12/04/21)[83]
 Eduardo Imbimbo[84] (dal 13/04/21 al 16/04/21)[85]
 Antonio Maschio[86] (dal 17/04/21)
- 2021-2022  Giovanni Ferraro[87]
- 2022-2023  Raffaele Di Napoli[88]
- 2023-2024  Raffaele Di Napoli (fino al 26/9/23)[89]
 Valerio Bertotto (dal 4/10/23)[90]
- 2024-2025  Valerio Bertotto
- 2025-  Gianluca Colavitto[91]

- 1928-1929  Giuseppe Camerlingo
- 1929-1930  Francesco Palumbo
- 1930-1931  Giuliano Taglialatela
- 1931-1932  Raffaele Iacolare
- 1932-1933 Società inattiva.
- 1933-1940  Gabriele Grisolia
- 1940-1944 ...
- 1944-1946  Santolo Aprovitola
- 1946-1949  Michele Andreozzi
- 1949-1950  Giuseppe Pirozzi
- 1950-1953  Vincenzo Di Napoli
- 1953-1954  Pietro Micillo
- 1954-1955  Antonio Taglialatela
- 1955-1956  Francesco Pugliese
- 1956-1957  Andrea Coppola
- 1957-1958 Società inattiva
- 1958-1966  Giuseppe Pirozzi
- 1966-1967  Bernardo Di Tota
- 1967-1970  Antonio Riccio
- 1970-1971  Giovanni Pragliola
- 1971-1978  Giuseppe Cacciapuoti
- 1978-1982  Vincenzo Verde
- 1982-1984  Giovanni Russo
- 1984-1985  Domenico Guarino
- 1985-1986  Michele Ciccarelli (comm. straordinario)
- 1986-1987  Domenico Guarino
- 1987-1988  Antonio Fusco
- 1988-1989  D. Guarino e  V. Fontanella
- 1989-1992  Vincenzo Fontanella
- 1992-1996  Giovanni Nardelli
- 1996-2000  Donato Poziello
- 2000-2002  Giuseppe Loveri (amministratore unico)
- 2002-2003  Donato Poziello
- 2003-2005  Donato Poziello e  Raffaele Vitiello
- 2005-2006  Giuseppe Loveri (amministratore unico)
- 2006-2007  Donato Poziello
- 2007-2008  Giuseppe Loveri (amministratore unico)
- 2008-2010  Filippo Giacomo Di Nardo
- 2010-2014  Salvatore Sestile
- 2014-2017 Società inattiva
- 2017-2019  Salvatore Sestile
- 2019-2020  Luigi e Gaetano Sestile
- 2020-2021  Luigi e Gaetano Sestile
 Giovanni Palma (dall'11/01/2021[92] al 20/05/21)
 Mario Pellerone e  Roberto Esplà Garcia (dal 21/05/2021[93] al 25/07/2021[94])
 Riccardo Franceschini (dal 26/07/2021[95])
- 2021-  Elena Annunziata Mazzamauro[42]

## Calciatori
Hanno militato in questa squadra calciatori che poi sono arrivati alla massima serie nazionale, per citarne alcuni: Giorgio Corona, Giuseppe Vives, Giulio Migliaccio e Massimo Gobbi.
Contributo alle nazionali
Calciatori convocati da rappresentative nazionali durante la loro militanza nel Giugliano:
- Jacopo Sassi: nel 2022 ha disputato partite con la nazionale italiana Under-20[96][97].
- Salah Basha: nel 2023 è stato convocato con la nazionale egiziana Under-20[98].

## Palmarès

### Competizioni nazionali
- Scudetto Dilettanti: 1

1997-1998

### Competizioni interregionali
- Campionato Nazionale Dilettanti: 1

1997-1998 (girone G)
- Serie D: 1

2021-2022 (girone G)

### Competizioni regionali
- Eccellenza: 2

1994-1995, 2018-2019 (girone A)
- Promozione: 4

1973-1974, 1975-1976, 1978-1979, 1991-1992
- Campione Campano: 3

1950-1951, 1973-1974, 1975-1976

### Altri piazzamenti
- Serie D:

Terzo posto: 1976-1977 (girone G), 2019-2020 (girone I)
- Scudetto Serie D:

Finalista: 2021-2022
- Coppa Italia Dilettanti Campania

Finalista: 1994-1995, 2018-2019

## Statistiche e record

### Partecipazioni ai campionati
| Livello | Categoria                       | Partecipazioni | Debutto   | Ultima stagione | Totale |
| ------- | ------------------------------- | -------------- | --------- | --------------- | ------ |
| 3º      | Serie C                         | 4              | 2022-2023 | 2025-2026       | 4      |
| 4º      | Promozione                      | 1              | 1951-1952 | 1951-1952       | 16     |
| 4º      | Serie D                         | 6              | 1974-1975 | 2021-2022       | 16     |
| 4º      | Serie C2                        | 9              | 1998-1999 | 2006-2007       | 16     |
| 5º      | Campionato Interregionale       | 7              | 1981-1982 | 1989-1990       | 13     |
| 5º      | Campionato Nazionale Dilettanti | 3              | 1995-1996 | 1997-1998       | 13     |
| 5º      | Serie D                         | 3              | 1979-1980 | 2007-2008       | 13     |

Il conteggio esclude ogni forma di campionato disputato esclusivamente in ambito regionale.

### Statistiche di squadra
Il Giugliano ha militato per 28 stagioni nei campionati di Serie C2 e Serie D. In particolare dalla stagione 1995-1996 alla stagione 2007-2008 in maniera consecutiva. In Serie C2 ha militato ininterrottamente per 9 stagioni, dal 1998-1999 al 2006-2007. Ha inoltre militato per 19 stagioni in Serie D. La permanenza più lunga si è avuta dalla stagione 1979-1980 alla stagione 1985-1986 per un totale di 7 campionati.
Ha militato per la prima volta in terza serie nella stagione 2022-2023, grazie alla promozione nella unificata Serie C.

## Organico

### Rosa 2025-2026
| N. |                    | Ruolo | Calciatore                 |
| -- | ------------------ | ----- | -------------------------- |
| 1  | Italia (bandiera)  | P     | Luca Bolletta              |
| 2  | Italia (bandiera)  | D     | Antonio Scaravilli         |
| 4  | Italia (bandiera)  | C     | Roberto Zammarini          |
| 5  | Italia (bandiera)  | D     | Luigi D'Avino              |
| 7  | Italia (bandiera)  | C     | Antonio Romano             |
| 8  | Italia (bandiera)  | C     | Roberto De Rosa (capitano) |
| 9  | Italia (bandiera)  | A     | Andrea De Paoli            |
| 11 | Camerun (bandiera) | A     | Moussadja Njambè           |
| 14 | Brasile (bandiera) | A     | Isaac Prado                |
| 16 | Italia (bandiera)  | P     | Matteo Esposito            |
| 18 | Italia (bandiera)  | A     | Michele Masala             |
| 21 | Italia (bandiera)  | D     | Francesco De Francesco     |
| 23 | Italia (bandiera)  | D     | Alessandro Minelli         |
| 24 | Italia (bandiera)  | D     | Marco Caldore              |

| N. |                   | Ruolo | Calciatore           |
| -- | ----------------- | ----- | -------------------- |
| 25 | Italia (bandiera) | C     | Alessio Minei        |
| 26 | Italia (bandiera) | C     | Luigi Forciniti      |
| 28 | Italia (bandiera) | C     | Mario Prezioso       |
| 33 | Italia (bandiera) | D     | Salvatore La Vardera |
| 32 | Spagna (bandiera) | A     | Ibourahima Baldè     |
| 37 | Italia (bandiera) | D     | Davide Acampa        |
| 44 | Italia (bandiera) | C     | Luciano Peluso       |
| 70 | Italia (bandiera) | A     | Giuseppe D'Agostino  |
| 72 | Italia (bandiera) | A     | Gennaro Esposito     |
| 75 | Italia (bandiera) | C     | Giovanni Aronica     |
| 90 | Italia (bandiera) | A     | Alessio Nepi         |
|    | Italia (bandiera) | D     | Giuliano Laezza      |
|    | Italia (bandiera) | A     | Giuseppe Borello     |

## Tifoseria

### Storia
I gruppi ultras tuttora attivi sono quattro e costituiscono la Curva Liternum: i Kumani (fondati nel 1997), i Briganti (2009), gli A difesa della città (2017) e la Brigataboys (la fazione più antica, sorta nel 1984). Quest'ultimo gruppo è rappresentato allo stadio dalla sigla Vecchia Guardia 1984. In passato i gruppi portanti furono le Brigate gialloblu (fondate nel 1984) e i Boys, che nel 1999 decisero di unire le proprie forze dando vita alla stessa Brigataboys (inizialmente Brigateboys). Questi, insieme ai Kumani e agli oramai sciolti Bulldogs, si raggrupparono nel 2001 in un'unica entità chiamata Collettivo Ultras Giugliano (C.U.G.), poi dismessa e sostituita dalla attuale Curva Liternum. Altre fazioni che si sono succedute nel corso degli anni e poi sciolte sono state la Falange negli anni Novanta e il Nucleo nel decennio successivo.

### Gemellaggi e rivalità
L'unico gemellaggio ufficiale della tifoseria giuglianese era quello con gli ultras siciliani del Gela, instauratosi a cavallo degli anni Novanta e Duemila durante la militanza delle rispettive squadre in Serie C2, concluso il 26 ottobre 2023 con un comunicato congiunto. Rapporti d'amicizia sussistono con i tifosi di Brindisi, Juve Stabia e Palmese, tuttavia il rapporto con questi ultimi si incrinò nella stagione calcistica 2001-2002 sfociando in un'accesa rivalità. Con il tempo, soprattutto nel periodo di inattività della squadra tra il 2014 e il 2017 e negli anni immediatamente successivi, furono allacciati anche altri rapporti di amicizia e reciproco rispetto con molte altre curve. Buoni rapporti nacquero infatti con i supporters di Paganese, Napoli (area nord), Ercolanese, Gravina, Serradifalco e le vicine Aversa Normanna, Boys Caivanese e Afragolese.
La rivalità più sentita in assoluto dai tifosi giuglianesi è quella nei confronti della Puteolana. Le due compagni si sono spesso sfidate in derby molto accesi nei quali non sempre le autorità hanno dato il permesso di assistere alle tifoserie ospiti. A seguire, molto forti anche le rivalità con Frattese, Palmese, Taranto, Cavese e Virtus Francavilla. Con i nerostellati la rivalità è molto antica e fondata sul campanilismo, essendo Giugliano in Campania e Frattamaggiore due comuni poco distanti. Quella con i palmesi invece nacque in serie C2 (stagione 2001-2002) dalla rottura di un'amicizia, causata dal gemellaggio che essi strinsero con i puteolani e che comportò scontri in una partita giocata a Palma Campania. L'astio con i metelliani (tifosi della Cavese) infine sorse durante la militanza in Serie C2 nei primi anni Duemila.